# Mergelakker
De Mergelakker is een buurt in de gemeente Stein in Limburg. De Mergelakker ligt naast de buurt Catsop en Terhagen.
In de archieven is “Mergelakker” de naam van het gebied welk begrensd wordt door: de Stationsstraat-west, de Spoor en Veestraat, het Kempken, de Catsopper en Heirstraat. De naam beslaat dus een vrij groot gebied (zonder verdere deelbenamingen). Gedacht wordt dat de naam Mergelakker te maken heeft met het bemesten van de akkers met mergel. Vaak werd bij de verpachting van akkers de verplichting opgelegd om deze jaarlijks te bemergelen. Vóór de uitvinding van de kunstmest, was men namelijk op stalmest aangewezen. Als aanvullende meststof werd mergel (kalk) gebruikt welke over de Maas werd aangevoerd (in naburig Elsloo zit overigens geen mergel in de ondergrond). De naam kan dus afkomstig zijn van de beschreven verplichting, dus de akker die bemergeld moet worden.

## Omgeving
Een bezienswaardigheid is het Kasteel Elsloo, deze ligt vlak naast de buurt Mergelakker, langs het Julianakanaal. Het is slechts een gedeelte van het oorspronkelijke kasteel, dat in de loop der tijd door de Maas is weggespoeld.
Mergelakker telt circa 700 inwoners.